# Enrique Castro
Enrique Ernesto Castro (1918) – piłkarz urugwajski, napastnik.
Jako piłkarz klubu Club Nacional de Football wziął udział w turnieju Copa América 1942, gdzie Urugwaj zdobył tytuł mistrza Ameryki Południowej. Castro zagrał w drugiej połowie meczu z Ekwadorem, zastępując Luisa Ernesto Castro.
W 1944 roku razem z klubem Boca Juniors zdobył mistrzostwo Argentyny. Łącznie w barwach Boca Juniors rozegrał 5 meczów i zdobył 2 bramki, z tego 3 mecze rozegrał w argentyńskiej lidze, a 2 w innych turniejach.
Po powrocie do Urugwaju kontynuował karierę w klubie River Plate Montevideo.